# Miluji tě modře
Miluji tě modře je český film režiséra Miloslava Šmídmajera z roku 2017 podle scénáře Jaroslava Papouška. Pojednává o mladém malíři a kunsthistorikovi, který žije s matkou. Jednoho dne potká dívku Terezu a utká se o její přízeň s jejím přítelem Igorem.

## Obsazení
| Taťjana Medvecká   | matka       |
| Václav Jílek       | David Bárta |
| Denisa Nesvačilová | Tereza      |
| Vladimír Kratina   | otec        |
| Marek Vašut        |             |
| Hana Vagnerová     |             |
| Rostislav Novák    | Igor        |
| Tereza Bebarová    |             |
| Miroslav Táborský  |             |
| Filip Kaňkovský    |             |
| Oldřich Vlach      |             |
| Zdeněk Žák         |             |

## Recenze
- Mirka Spáčilová, iDNES.cz
- Rimsy, MovieZone.cz